# The Ultimate Fighter 20 Finale
The Ultimate Fighter 20 Finale è stato un evento di arti marziali miste previsto dalla Ultimate Fighting Championship per il 12 dicembre 2014 al Palms Casino Resort di Las Vegas, Stati Uniti.

## Retroscena
L'evento ospitò la finale della prima stagione nella storia del reality show The Ultimate Fighter al termine della quale si premiò un campione di categoria, in questo caso la prima campionessa dei pesi paglia femminili nella storia dell'UFC.
La promozione scelse inizialmente 11 atlete che avrebbero preso parte al reality senza dover effettuare provini, le quali componevano in buona parte la top 10 di allora della divisione dei pesi paglia ed erano tutte sotto contratto con l'organizzazione tutta al femminile Invicta FC, nella quale Carla Esparza era campionessa.
Delle 11 inizialmente scelte 3 vennero scartate per vari motivi e firmarono direttamente un contratto con l'UFC, mentre i rimanenti 8 posti vennero presi dalle migliori lottatrici uscite dal provino effettuato in marzo, al quale presero parte 36 atlete.
Prima ancora di disputare il suo match di debutto Justine Kish subì una lesione al legamento crociato anteriore, venendo sostituita dalla ripescata Tecia Torres, la quale venne sconfitta nel suo primo incontro; la stessa Torres una volta reintegrata cambiò squadra venendo inserita nel Team Pettis.
L'evento della finale del torneo fu anche il primo evento UFC nel quale furono presenti un numero di incontri femminili superiore a quello di incontri maschili; inoltre fu il quinto evento nella storia dell'UFC nel quale non ci fu alcuna vittoria per KO o KO tecnico, con l'evento UFC 118: Edgar vs. Penn 2 come il quarto della serie.
Con un totale di 1.800 spettatori ed un incasso di 143.000 dollari fu l'evento del 2014 con i valori più bassi in entrambi i dati.

## The Ultimate Fighter 20

### Atlete coinvolte
| Lottatrice                                        | Record                      | Motivo                                                       |
| Già ammesse al Reality Show                       | Già ammesse al Reality Show | Già ammesse al Reality Show                                  |
| ------------------------------------------------- | --------------------------- | ------------------------------------------------------------ |
| Carla Esparza                                     | 9-2                         |                                                              |
| Joanne Calderwood                                 | 8-0                         |                                                              |
| Tecia Torres                                      | 4-0                         |                                                              |
| Rose Namajunas                                    | 2-1                         |                                                              |
| Bec Rawlings                                      | 5-3                         |                                                              |
| Alex Chambers                                     | 4-1                         |                                                              |
| Felice Herrig                                     | 9-5                         |                                                              |
| Emily Kagan                                       | 3-1                         |                                                              |
| Promosse dal provino                              |                             |                                                              |
| Jessica Penne                                     | 11-2                        |                                                              |
| Aisling Daly                                      | 14-5                        |                                                              |
| Heather Jo Clark                                  | 6-4                         |                                                              |
| Lisa Ellis                                        | 15-8                        |                                                              |
| Angela Hill                                       | 1-0                         |                                                              |
| Justine Kish                                      | 4-0                         |                                                              |
| Angela Magaña                                     | 11-6                        |                                                              |
| Randa Markos                                      | 4-1                         |                                                              |
| Respinte dal Reality Show e messe sotto contratto |                             |                                                              |
| Cláudia Gadelha                                   | 11-0                        | Possibili problemi con i frequenti tagli del peso            |
| Juliana Lima                                      | 6-1                         | Problema con la lingua inglese                               |
| Paige VanZant                                     | 3-1                         | Sotto il limite di 21 anni di età per partecipare al reality |
| Respinte dal provino                              |                             |                                                              |
| Audrey Alvarez                                    | 2-0                         |                                                              |
| Maria Andaverde                                   | 1-2                         |                                                              |
| Nina Ansaroff                                     | 6-3                         |                                                              |
| Chelsea Bailey                                    | 1-0                         |                                                              |
| Kathina Catron                                    | 4-3                         |                                                              |
| Angelica Chavez                                   | 4-2                         |                                                              |
| Holly Cline                                       | 1-0                         |                                                              |
| Sharice Davids                                    | 1-1                         |                                                              |
| Claire Fryer                                      | 4-1                         |                                                              |
| Charlene Gellner                                  | 0-3                         |                                                              |
| Paulina Granados                                  | 2-1                         |                                                              |
| Helen Harper                                      | 2-0                         |                                                              |
| Jocelyn Jones-Lybarger                            | 3-1                         |                                                              |
| Jillian Lybarger                                  | 0-1                         |                                                              |
| Jennifer Liou                                     | 2-0                         |                                                              |
| Kristi Lopez                                      | 1-0                         |                                                              |
| Amy Montenegro                                    | 3-0                         |                                                              |
| Melissa Myers                                     | 0-1                         |                                                              |
| Michelle Ould                                     | 7-3                         |                                                              |
| Tyra Parker                                       | 3-4                         |                                                              |
| Mandy Polk                                        | 0-0                         |                                                              |
| Diana Rael                                        | 5-3                         |                                                              |
| Laura Salazar                                     | 1-0                         |                                                              |
| Sarah Schneider                                   | 6-6                         |                                                              |
| Tessa Simpson                                     | 3-1                         |                                                              |
| Danielle Taylor                                   | 1-0                         |                                                              |
| Karina Taylor                                     | 1-4                         |                                                              |
| Ashley Yoder                                      | 1-0                         |                                                              |

### Squadre
Le atlete contrassegnate con un asterisco hanno cambiato squadra durante la serie.
| Squadra Pettis    | Squadra Melendez |
| ----------------- | ---------------- |
| Carla Esparza     | Tecia Torres *   |
| Joanne Calderwood | Rose Namajunas   |
| Jessica Penne     | Bec Rawlings     |
| Felice Herrig     | Emily Kagan      |
| Aisling Daly      | Heather Jo Clark |
| Alex Chambers     | Lisa Ellis       |
| Justine Kish      | Angela Hill      |
| Randa Markos      | Angela Magaña    |

### Risultati del torneo
|                   |            |                   | Metodo                                         | Round      | Tempo      | Premio     |
| Semifinale        | Semifinale | Semifinale        | Semifinale                                     | Semifinale | Semifinale | Semifinale |
| ----------------- | ---------- | ----------------- | ---------------------------------------------- | ---------- | ---------- | ---------- |
| Rose Namajunas    | batte      | Randa Markos      | Sottomissione (kimura)                         | 1          | 2:44       |            |
| Carla Esparza     | batte      | Jessica Penne     | Decisione unanime (30-27, 30-27, 30-27)        | 3          | 5:00       |            |
| Quarti di finale  |            |                   |                                                |            |            |            |
| Randa Markos      | batte      | Felice Herrig     | Sottomissione (kesa ashi gatame)               | 1          | 2:13       |            |
| Jessica Penne     | batte      | Aisling Daly      | Decisione unanime (29-28, 29-28, 29-28)        | 3          | 5:00       |            |
| Carla Esparza     | batte      | Tecia Torres      | Decisione di maggioranza (19-19, 20-18, 20-18) | 2          | 5:00       |            |
| Rose Namajunas    | batte      | Joanne Calderwood | Sottomissione (kimura)                         | 2          | 2:04       |            |
| Primo turno       |            |                   |                                                |            |            |            |
| Randa Markos      | batte      | Tecia Torres      | Decisione unanime (29-28, 29-28, 29-28)        | 3          | 5:00       |            |
| Joanne Calderwood | batte      | Emily Kagan       | Decisione di maggioranza (19-19, 20-18, 20-18) | 2          | 5:00       |            |
| Jessica Penne     | batte      | Lisa Ellis        | Sottomissione (rear naked choke)               | 1          | 3:47       |            |
| Carla Esparza     | batte      | Angela Hill       | Sottomissione (rear naked choke)               | 1          | 3:41       |            |
| Felice Herrig     | batte      | Heather Clark     | Decisione unanime (20-18, 20-18, 20-18)        | 2          | 5:00       |            |
| Aisling Daly      | batte      | Angela Magaña     | KO Tecnico (colpi)                             | 3          | 2:26       |            |
| Rose Namajunas    | batte      | Alex Chambers     | Sottomissione (rear naked choke)               | 1          | 4:38       |            |
| Tecia Torres      | batte      | Bec Rawlings      | Decisione unanime (20-18, 20-18, 20-18)        | 2          | 5:00       |            |

## Risultati
|                                                   | Divisione              |                   |                 |                 | Metodo                                      | Round           | Tempo           | Premio          |
| Card principale                                   | Card principale        | Card principale   | Card principale | Card principale | Card principale                             | Card principale | Card principale | Card principale |
| ------------------------------------------------- | ---------------------- | ----------------- | --------------- | --------------- | ------------------------------------------- | --------------- | --------------- | --------------- |
| Sfida valida per il titolo di campione indiscusso | Pesi Paglia (F)        | Carla Esparza     | batte           | Rose Namajunas  | Sottomissione (rear naked choke)            | 3               | 1:25            | POTN            |
|                                                   | Catchweight (146,5 lb) | Charles Oliveira  | batte           | Jeremy Stephens | Decisione unanime (30-27, 29-28, 29-28)     | 3               | 5:00            |                 |
|                                                   | Pesi Leggeri           | Daron Cruickshank | NC              | K.J. Noons      | No Contest (accecamento involontario)       | 2               | 0:25            |                 |
|                                                   | Pesi Leggeri           | Yancy Medeiros    | batte           | Joe Proctor     | Sottomissione (ghigliottina)                | 1               | 4:37            | POTN            |
|                                                   | Pesi Paglia (F)        | Jessica Penne     | batte           | Randa Markos    | Decisione non unanime (28-29, 30-27, 29-28) | 3               | 5:00            | FOTN            |
| Card preliminare                                  |                        |                   |                 |                 |                                             |                 |                 |                 |
|                                                   | Pesi Paglia (F)        | Felice Herrig     | batte           | Lisa Ellis      | Sottomissione (armbar)                      | 2               | 3:05            |                 |
|                                                   | Pesi Paglia (F)        | Heather Jo Clark  | batte           | Bec Rawlings    | Decisione unanime (29-28, 29-28, 29-28)     | 3               | 5:00            |                 |
|                                                   | Pesi Paglia (F)        | Joanne Calderwood | batte           | Ham Seo-Hee     | Decisione unanime (30-26, 30-27, 30-27)     | 3               | 5:00            |                 |
|                                                   | Pesi Paglia (F)        | Tecia Torres      | batte           | Angela Magaña   | Decisione unanime (30-26, 30-27, 30-27)     | 3               | 5:00            |                 |
|                                                   | Catchweight (118 lb)   | Aisling Daly      | batte           | Alex Chambers   | Sottomissione (armbar)                      | 1               | 4:53            |                 |
|                                                   | Pesi Paglia (F)        | Angela Hill       | batte           | Emily Kagan     | Decisione unanime (30-26, 30-26, 30-27)     | 3               | 5:00            |                 |

## Premi
I lottatori premiati ricevettero un bonus di 50.000 dollari.
Inoltre vennero premiati con 25.000 dollari alcuni atleti che presero parte al reality show per la loro performance durante il torneo: Rose Namajunas e Joanne Calderwood ricevettero il riconoscimento Fight of the Season per la loro sfida nei quarti di finale, e la stessa Namajunas ottenne anche uno dei due premi Performance of the Season grazie a tale vittoria, mentre l'altra atleta premiata fu Randa Markos per la sua vittoria per sottomissione su Felice Herrig.
Legenda:
- FOTN: Fight of the Night (vengono premiati entrambi gli atleti per il miglior incontro dell'evento)
- POTN: Performance of the Night (viene premiato il vincitore per la migliore performance dell'evento)